# Homewood Canyon-Valley Wells
Homewood Canyon-Valley Wells és una població dels Estats Units a l'estat de Califòrnia. Segons el cens del 2000 tenia 75 habitants.

## Demografia
Segons el cens del 2000, Homewood Canyon-Valley Wells tenia 75 habitants, 35 habitatges, i 24 famílies. La densitat de població era de 0,5 habitants/km².
Dels 35 habitatges en un 17,1% hi vivien nens de menys de 18 anys, en un 54,3% hi vivien parelles casades, en un 5,7% dones solteres, i en un 28,6% no eren unitats familiars. En el 25,7% dels habitatges hi vivien persones soles el 20% de les quals corresponia a persones de 65 anys o més que vivien soles. El nombre mitjà de persones vivint en cada habitatge era de 2,14 i el nombre mitjà de persones que vivien en cada família era de 2,44.
Per edats la població es repartia de la següent manera: un 17,3% tenia menys de 18 anys, un 2,7% entre 18 i 24, un 17,3% entre 25 i 44, un 33,3% de 45 a 60 i un 29,3% 65 anys o més.
L'edat mediana era de 52 anys. Per cada 100 dones de 18 o més anys hi havia 82,4 homes.
La renda mediana per habitatge era de 12.109 $ i la renda mediana per família de 12.109 $. Els homes tenien una renda mediana de 0 $ mentre que les dones 0 $. La renda per capita de la població era de 7.999 $. Entorn del 29,6% de les famílies i el 21,4% de la població estaven per davall del llindar de pobresa.

## Poblacions properes
El següent diagrama mostra les poblacions més properes.